# Christian Gröning
Christian Per Åke Gröning, född 14 augusti 1978, är en svensk tidigare fotbollsspelare som spelat i bland annat Djurgårdens IF.

## Klubbkarriär
Christian Gröning blev uppflyttad i A-truppen 1995 och debuterade i Allsvenskan 1996. Samma år gjorde han fem mål på division 3-laget Delsbo i Svenska cupen slutresultat 14-1. Han fick även hoppa in borta mot Werder Bremen i Intertotocupen, förlust 2-3. I den 24 omgången borta mot Ludvika 1998 kunde Djurgården säkra en plats i Allsvenskan 1999 vid vinst, och den chansen tog man. Det var Christian Gröning som inledde målskyttet i en match som slutade 2-0, vilket var hans tredje match från start. Han gjorde även mål i matchen efter mot Nacka FF som vanns med 7-2.
Han inledde som anfallare men fick även spela mittfältare och back.
I Allsvenskan 1999 blev det ont om speltid och under hösten lånades han tillsammans med målvakten Martin Lossman och backen Mikael Dorsin ut till Spårvägen i division 1 norra, då näst högsta serien i fotboll. Han gjorde mål i debuten mot Gefle. Året efter spelade han i Värtans IK i division 2 med bland andra tidigare lagkamraten Fred Persson.

## Statistik

### Klubblag[10][11]
| Klubb                 | Säsong         | Ligaspel         | Ligaspel | Ligaspel | Ligaspel | Cupspel | Cupspel | Cupspel | Europaspel | Europaspel | Europaspel | Totalt  | Totalt | Totalt |
| Klubb                 | Säsong         | Division         | Matcher  | Mål      | Assist   | Matcher | Mål     | Assist  | Matcher    | Mål        | Assist     | Matcher | Mål    | Assist |
| --------------------- | -------------- | ---------------- | -------- | -------- | -------- | ------- | ------- | ------- | ---------- | ---------- | ---------- | ------- | ------ | ------ |
| Djurgårdens IF        | 1995           | Allsvenskan      | 0        | 0        | 0        | ?       | 0       | 0       | —          | —          | —          | 0       | 0      | 0      |
| Djurgårdens IF        | 1996           | Allsvenskan      | 1        | 0        | 0        | ?       | 5       | ?       | 1          | 0          | 0          | 2       | 5      | 0      |
| Djurgårdens IF        | 1997           | Division 1 Norra | 4        | 0        | 0        | ?       | 0       | ?       | —          | —          | —          | 4       | 0      | 0      |
| Djurgårdens IF        | 1998           | Division 1 Norra | 14       | 2        | 0        | ?       | 0       | ?       | —          | —          | —          | 14      | 2      | 0      |
| Djurgårdens IF        | 1999           | Allsvenskan      | 1        | 0        | 0        | ?       | 0       | ?       | —          | —          | —          | 1       | 0      | 0      |
| Djurgårdens IF        | Totalt         | Totalt           | 20       | 3        | 0        | ?       | 5       | 0       | 1          | 0          | 0          | 21      | 8      | 0      |
| Spårvägens FF (lån)   | 1999           | Division 1 Norra | ?        | ?        | ?        | ?       | ?       | ?       | —          | —          | —          | ?       | ?      | ?      |
| Spårvägens FF (lån)   | Totalt         | Totalt           | 0        | 0        | 0        | 0       | 0       | 0       | —          | —          | —          | 0       | 0      | 0      |
| Värtans IK            | 2000           | Division 2       | ?        | ?        | ?        | ?       | ?       | ?       | —          | —          | —          | ?       | ?      | ?      |
| Värtans IK            | 2001           | Division 2       | ?        | ?        | ?        | ?       | ?       | ?       | —          | —          | —          | ?       | ?      | ?      |
| Värtans IK            | Totalt         | Totalt           | 0        | 0        | 0        | 0       | 0       | 0       | —          | —          | —          | 0       | 0      | 0      |
| Enskede IK            | 2002           | Division 3       | ?        | ?        | ?        | ?       | ?       | ?       | —          | —          | —          | ?       | ?      | ?      |
| Enskede IK            | Totalt         | Totalt           | 0        | 0        | 0        | 0       | 0       | 0       | —          | —          | —          | 0       | 0      | 0      |
| Segeltorps IF         | 2005           | Division 3       | ?        | ?        | ?        | ?       | ?       | ?       | —          | —          | —          | ?       | ?      | ?      |
| Segeltorps IF         | Totalt         | Totalt           | 0        | 0        | 0        | 0       | 0       | 0       | —          | —          | —          | 0       | 0      | 0      |
| Atlético Stockholm FF | 2015           | Division 4       | 7        | 0        | ?        | —       | —       | —       | —          | —          | —          | 7       | 0      | ?      |
| Atlético Stockholm FF | Totalt         | Totalt           | 7        | 0        | 0        | —       | —       | —       | —          | —          | —          | 7       | 0      | 0      |
| FC Andrea Doria       | 2016           | Division 4       | 11       | 1        | ?        | —       | —       | —       | —          | —          | —          | 11      | 1      | ?      |
| FC Andrea Doria       | Totalt         | Totalt           | 11       | 1        | 0        | —       | —       | —       | —          | —          | —          | 11      | 1      | 0      |
| Enskede SK            | 2017           | Division 4       | 2        | 0        | ?        | —       | —       | —       | —          | —          | —          | 2       | 0      | ?      |
| Enskede SK            | Totalt         | Totalt           | 2        | 0        | 0        | —       | —       | —       | —          | —          | —          | 2       | 0      | 0      |
| Oranje FK             | 2018           | Division 7       | 1        | 0        | ?        | —       | —       | —       | —          | —          | —          | 1       | 0      | ?      |
| Oranje FK             | Totalt         | Totalt           | 1        | 0        | 0        | —       | —       | —       | —          | —          | —          | 1       | 0      | 0      |
| Vasastan BK           | 2023           | Division 4       | 1        | 0        | ?        | —       | —       | —       | —          | —          | —          | 1       | 0      | ?      |
| Vasastan BK           | Totalt         | Totalt           | 1        | 0        | 0        | —       | —       | —       | —          | —          | —          | 1       | 0      | 0      |
| Värtans IK            | 2024           | Division 4       | 0        | 0        | ?        | —       | —       | —       | —          | —          | —          | 0       | 0      | ?      |
| Värtans IK            | Totalt         | Totalt           | 0        | 0        | 0        | —       | —       | —       | —          | —          | —          | 0       | 0      | 0      |
| Hela karriären        | Hela karriären | Hela karriären   | 42       | 4        | 0        | ?       | 5       | 0       | 1          | 0          | 0          | 43      | 9      | 0      |

### Landslag[11]
| Landslag    | År     | Totalt  | Totalt |
| Landslag    | År     | Matcher | Mål    |
| ----------- | ------ | ------- | ------ |
| Sverige U17 | 1994   | 5       | 2      |
| Sverige U17 | 1995   | 12      | 3      |
| Sverige U17 | Totalt | 17      | 5      |
| Sverige U19 | 1995   | 1       | 0      |
| Sverige U19 | 1996   | 5       | 2      |
| Sverige U19 | Totalt | 6       | 2      |
| Totalt      | Totalt | 23      | 7      |